# ピエール・ダイイ (外科医)
ピエール・ダイイ（Pierre d'Ailly or Dailly, 1620年頃 - 1684年?）はフランスの外科医。パリで生まれ、外科医師としての従軍経験があった。パドヴァ大学の外科・解剖学教授フランチェスコ・プラッツォーニが1605年に刊行したラテン語文献をフランス語訳した上で、自身の見識に基づく若干の追記を加え、『火器による傷、俗に言う火縄銃瘡に関する論』（Traité des blessures et plaies faites par armes à feu, vulgairement dites plaies d'arquebusades., パリ、1668年）として出版した。
なお、著名な神学者ピエール・ダイイとは、全くの別人である。